# Cyperus kibweanus
Cyperus kibweanus là loài thực vật có hoa trong họ Cói. Loài này được J.Duvign. mô tả khoa học đầu tiên năm 1963.